# Xavier Pimentel
Xavier Pimentel (Guayaquil, 7 de julio de 1971) es un actor, animador, director de televisión y productor ecuatoriano.

## Vida personal
En febrero de 2007 se casó con la modelo y actriz, Carolina Jaume, con quien tiene una hija llamada Rafaella Milena Pimentel Jaume. Se divorciaron en el 2008.

## Carrera
Se inició en la televisión a los 16 años, en un programa concurso llamado Mi mejor amigo, también formó parte de las novelas Valeria (1990), Libres para amar (1991), Una mujer (1991) e Isabela (1992) de Ecuavisa y de la serie Emergencia (1999) de TC Televisión como un médico de nombre Santiago Cardenas. La serie fue un éxito donde los doctores nos muestran su trabajo en las salas de un hospital. En 2001 escribe, produce y dirige la serie Solteros Sin Compromiso. También formó parte de las series El Hombre de la Casa y De 9 a 6 de Ecuavisa. En 2008 escribió y rodó la película «Nada personal» dirigida por Charlie Pérez y además fue contratado en reemplazo de Roberto Angelelli como conductor del espacio «La Noche» de Teleamazonas, donde permaneció hasta el 2010 poco después de cumplirse el tercer aniversario del programa. En ese mismo año fue parte del elenco de la novela Mostro de Amor como Alejandro y luego trabajó para Canal Uno en el programa Piensa... piensa Samsung. En 2011 estrenó su serie UHF por la señal de Teleamazonas al mismo tiempo que empieza a trabajar para CN Plus como conductor del programa A solas con Pimentel.

## Filmografía

### Series y Telenovelas
- (2010) Mostro de Amor - Alejandro Santana
- (2007-2008) La novela del Cholito - Alejandro Santana
- (2007) El Hombre de la Casa - Luis "Lucho" Cedeño
- (2003) Bésame tonto - Miguel Rossini
- (2003) La Mujer de Lorenzo - Conan Garcia
- (1999-2000) Emergencias - Doctor Santiago Cardenas
- (1992) Isabela
- (1991) Una mujer
- (1991) Libres para amar  - Sebastián
- (1990) Valeria
- (1989) Mi mejor amigo

### Como Productor
- (2001-2007) Solteros Sin Compromiso
- (2011) UHF

### Programas
- (2014) A solas con Pimentel - CN Plus
- (2010) Piensa... piensa Samsung - Canal Uno
- (2009-2010) La Noche - Teleamazonas
- (2007) De 9 a 6

### Cine
- (2008) Nada personal